# Джюетт (Іллінойс)
Джюетт (англ. Jewett) — селище (англ. village) в США, в окрузі Камберленд штату Іллінойс. Населення — 196 осіб (2020).

## Географія
Джюетт розташований за координатами 39°12′28″ пн. ш. 88°14′35″ зх. д. / 39.20778° пн. ш. 88.24306° зх. д. (39.207735, -88.243068).  За даними Бюро перепису населення США у 2010 році селище мало площу 2,60 км², уся площа — суходіл.

## Демографія
Згідно з переписом 2010 року, у селищі мешкали 223 особи в 84 домогосподарствах у складі 65 родин. Густота населення становила 86 осіб/км².  Було 95 помешкань (36/км²).
Расовий склад населення:
| - 98,7 % — білих |

До двох чи більше рас належало 1,3 %. Частка іспаномовних становила 1,3 % від усіх жителів.
За віковим діапазоном населення розподілялося таким чином: 25,6 % — особи молодші 18 років, 63,2 % — особи у віці 18—64 років, 11,2 % — особи у віці 65 років та старші. Медіана віку мешканця становила 38,4 року. На 100 осіб жіночої статі у селищі припадало 102,7 чоловіка;  на 100 жінок у віці від 18 років та старших — 102,4 чоловіка також старших 18 років.
Середній дохід на одне домашнє господарство  становив 40 845 доларів США (медіана — 33 750), а середній дохід на одну сім'ю — 47 330 доларів (медіана — 36 944). За межею бідності перебувало 26,1 % осіб, у тому числі 40,8 % дітей у віці до 18 років та 0,0 % осіб у віці 65 років та старших.
Цивільне працевлаштоване населення становило 105 осіб. Основні галузі зайнятості: виробництво — 26,7 %, транспорт — 18,1 %, будівництво — 18,1 %.